# Sognando California
Sognando California è il romanzo di esordio della scrittrice e giornalista Cinzia Tani. Pubblicato nel 1987 da Marsilio Editori, il libro si aggiudicò il Premio Scanno.

## Trama
Una ragazza di vent'anni decide di trascorrere una vacanza a Los Angeles, secondo un itinerario che sua madre aveva già percorso venti anni prima. Il libro descrive non solo gli stati d'animo della protagonista, ma i desideri e le aspirazioni di un'intera generazione che vive senza conflitti il rapporto con gli adulti.

## Edizioni
- Cinzia Tani, Sognando California, Marsilio, 1987, ISBN 9788831749510.

- Cinzia Tani, Sognando California, collana Tascabili Maxi, Marsilio, 4 aprile 2012, ISBN 9788831711838.